# تحصیل خانیوال
تحصیل خانیوال (به انگلیسی: Khanewal Tehsil) یک تحصیل در پاکستان است که در پنجاب واقع شده‌است.